# SOS Tournevis
SOS Tournevis est un parcours de montagnes russes en métal de Zierer, modèle Tivoli - Medium situé dans le parc à thème français Parc Astérix à Plailly, dans l'Oise. Selon l'affluence, le train peut faire plusieurs tours en passant à pleine vitesse dans la gare d'embarquement.

## Description
Ces montagnes russes ayant une capacité de 1 000 personnes par heure occupent une superficie de 38,9 m x 23 m. Un seul train évolue sur le parcours. Celui-ci, propulsé par des lift à pneus, est composé de treize wagons de deux places sécurisés par des Lap bar. L'attraction change de thème progressivement entre 2012 et 2013, pour accompagner l'arrivée de la zone égyptienne : le train devient le convoi de livraison de pierres taillées estampillées aux couleurs de Numérobis. L'attraction est alors supposée être située dans la carrière fictive de Numérobis, l'architecte de Astérix et Cléopâtre. 

## Historique
À son ouverture, l'attraction se situe à côté du Grand Splatch. En 2000, elle est déplacée au sud du restaurant Le Relais Gaulois car le parcours des futures montagnes russes bobsleigh La Trace du Hourra est en construction à son ancien emplacement (il sera achevé l'année suivante).
De 1990 à 2002, ces montagnes russes se nomment Trans' Arverne. Les Arvernes étaient un peuple gaulois et un album d'Astérix y fait référence : Le Bouclier arverne.
En 2003, l'attraction est rebaptisée Périférix, ce qui rappelle le célèbre périphérique parisien. Un personnage des aventures en bande dessinée d'Astérix se nomme également ainsi, il est esclave gaulois détenu chez les Vikings dans La Grande Traversée.
En 2012, elle est renommée SOS Numérobis afin d'être rattachée à la nouvelle zone thématique sur l'Égypte. Elle reçoit un nouveau nom et un nouveau thème. Numérobis est un architecte égyptien dans la bande dessinée Astérix et Cléopâtre et ses adaptations.
En 2016, les anciens rails sont remplacés par des neufs suivant le même parcours.
En 2024, l'attraction change une nouvelle fois de nom, en devenant SOS Tournevis, évitant ainsi un doublon avec la future attraction La Tour de Numérobis construite à proximité. Dans Astérix et Cléopâtre, Tournevis est l'âme damnée d'Amonbofis, rival de Numérobis.